# Sabine Everts
Pour les articles homonymes, voir Everts.
Sabine Everts (née le 4 mars 1961 à Düsseldorf) est une athlète allemande de l'Ouest spécialiste du saut en longueur et de l'heptathlon. Mesurant 1,69 m pour 56 kg, elle était licenciée LAV Düsseldorf avant de migrer pour le LAV Bayer Uerdingen.

## Carrière

### Palmarès
| Date | Compétition                    | Lieu         | Résultat | Épreuve          | Performance |
| ---- | ------------------------------ | ------------ | -------- | ---------------- | ----------- |
| 1977 | Championnats d'Europe juniors  | Donetsk      | 6e       | Saut en longueur | 6,17 m      |
| 1979 | Championnats d'Europe juniors  | Bydgoszcz    | 2e       | Saut en longueur | 6,46 m      |
| 1979 | Championnats d'Europe juniors  | Bydgoszcz    | 1re      | Pentathlon       | 4 594 pts   |
| 1980 | Championnats d'Europe en salle | Sindelfingen | 3e       | Saut en longueur | 6,54 m      |
| 1982 | Championnats d'Europe en salle | Turin        | 1re      | Saut en longueur | 6,70 m      |
| 1982 | Championnats d'Europe          | Athènes      | 6e       | Saut en longueur | 6,67 m      |
| 1982 | Championnats d'Europe          | Athènes      | 3e       | Heptathlon       | 6 418 pts   |
| 1983 | Universiade d'été              | Alberta      | 2e       | Heptathlon       | 6 575 pts   |
| 1983 | Championnats du monde          | Helsinki     | 4e       | Heptathlon       | 6 398 pts   |
| 1984 | Jeux olympiques d'été          | Los Angeles  | 3e       | Heptathlon       | 6 363 pts   |

### Records
| Épreuve          | Performance | Lieu      | Date         |
| ---------------- | ----------- | --------- | ------------ |
| Saut en longueur | 6,75 m      | Mannheim  | 10 juin 1982 |
| Heptathlon       | 6 575 pts   | Alberta   | 1983         |
| Pentathlon       | 4 594 pts   | Bydgoszcz | 1979         |